# San Lorenzo de Aguiar
Aguiar (llamada oficialmente San Lourenzo de Aguiar) es una parroquia española del municipio de Otero de Rey, en la provincia de Lugo, Galicia.

## Otras denominaciones
La parroquia también es conocida por el nombre de San Lorenzo de Aguiar.

## Organización territorial
La parroquia está formada por cinco entidades de población, constando cuatro de ellas en el nomenclátor del Instituto Nacional de Estadística español:
- A Fontaíña
- Couto (O Couto)
- Picato (O Picato)
- Redondiña
- Saá[7] (Saa)

## Demografía
| Gráfica de evolución demográfica de Aguiar entre 2000 y 2020 |
|                                                              |
| Datos según el nomenclátor publicado por el INE.             |